# Chocolat liégeois
Le chocolat liégeois, déclinaison du café liégeois, mais où le café est remplacé par du chocolat, est un dessert constitué d'une crème glacée au chocolat surmontée de crème chantilly.
Dans le dictionnaire Trésor de la langue française on trouve : « Liégeois : le café, chocolat liégeois. Glace au café ou au chocolat recouverte de crème Chantilly. Ajouter alors au café un litre de lait bouilli parfumé à la vanille, complètement refroidi, et un demi-litre de crème fraîche. Faire glacer une sorbetière, en tenant la composition un peu liquide. Servir en tasses. Recouvert de crème fouettée, c'est le café liégeois (Mont. 1967, p. 258, s.v. café) ». 

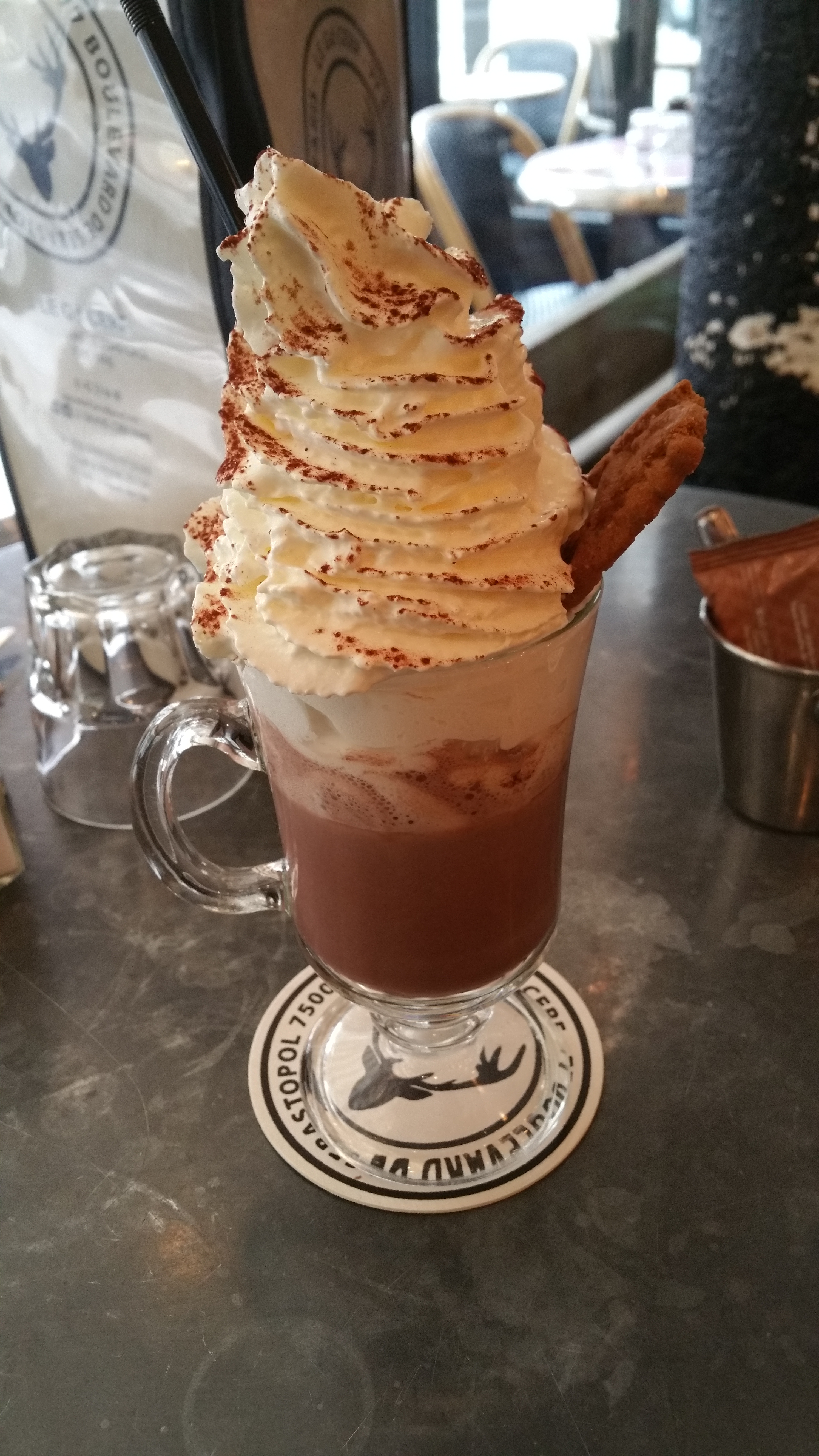
Chocolat viennois d'une brasserie parisienne.

Une variante proche du liégeois, appelé chocolat viennois, consiste à déposer de la crème chantilly sur un lait chaud au chocolat ou une crème dessert au chocolat.
L'industrie agroalimentaire commercialise des desserts lactés sous la dénomination « liégeois » ou parfois « viennois » ; il s'agit alors de crèmes dessert (arôme café, chocolat, voire vanille) recouvertes d'une mousse blanche évoquant la crème chantilly.